# قرباني (كاشان)
قرباني هي قرية في مقاطعة كاشان، إيران. يقدر عدد سكانها بـ 0 نسمة بحسب إحصاء 2016.